# Гікор (фільм, 1934)
Про однойменний фільм 1982 року див. Гікор
«Гікор» (вірм. Գիքոր) — радянський чорно-білий німий художній фільм 1934 року, перша екранізація однойменного оповідання Ованеса Туманяна, написаного в 1895 році. Останній вірменський німий фільм. Прем'єра відбулася 19 грудня 1934 року.

## Сюжет
Дія фільму відбувається в XIX столітті. Селянського хлопчика Гікора за несвоєчасну оплату навчання виключають зі школи. Його батько Амбо везе сина в Тифліс і віддає на службу до багатого купця. Однак родина купця б'є і ображає Гікора. Взимку хлопчик тяжко хворіє. До нього приїжджає батько, проте Гікор в маренні не впізнає його. Після похорону сина Амбо повертається в село.

## У ролях
- Рачія Нерсесян — Амбо
- Авет Аветисян — купець Артем
- Асмік — мати
- Марія Джерпетян — Нато
- Тетяна Махмурян — Нані
- Акоп Погосян — Гікор
- Дора Агбалян — Зані
- Татул Ділакян — Васо
- Арам Амірбекян — Баго
- Гурген Габрієлян — продавець квітів
- Аркадій Арутюнян — духанник
- Левон Алавердян — гість
- Марія Бєроян — гостя
- А. Гукасян — гість
- К. Гегамян — селянин
- С. Мірзоян — селянин

## Знімальна група
- Режисер — Амасій Мартиросян
- Сценарист — Амасій Мартиросян
- Оператори — Гаруш Гарош, І. Лизогуб
- Художники — Степан Тар'ян, Григорій Шарбабчян